# Rajd Warszawski 2000
Rajd Warszawski 2000 – 27. edycja Rajdu Warszawskiego. Był to rajd samochodowy rozgrywany od 14 do 15 kwietnia 2000 roku. Była to druga runda Rajdowych Samochodowych Mistrzostw Polski w roku 2000. Rajd składał się z siedemnastu odcinków specjalnych. 

## Wyniki końcowe rajdu[1]
| Miejsce | Kierowca          | Pilot                | Samochód                  | Czas      | Strata   | Grupa Klasa |
| ------- | ----------------- | -------------------- | ------------------------- | --------- | -------- | ----------- |
| 1       | Janusz Kulig      | Jarosław Baran       | Ford Focus WRC RS '99     | 1:24:43.2 | -        | A8          |
| 2       | Leszek Kuzaj      | Andrzej Górski       | Toyota Corolla WRC        | 1:25:22.7 | +39.5    | A8          |
| 3       | Robert Gryczyński | Tadeusz Burkacki     | Toyota Corolla WRC        | 1:28:49.5 | +4:06.3  | A8          |
| 4       | Łukasz Sztuka     | Zbigniew Cieślar     | Mitsubishi Lancer Evo VI  | 1:31:06.4 | +6:23.2  | N4          |
| 5       | Krzysztof Tercjak | Bartłomiej Czekański | Mitsubishi Lancer Evo V   | 1:31:48.2 | +7:05.0  | N4          |
| 6       | Cezary Fuchs      | Marek Garbielski     | Toyota Celica GT-Four     | 1:31:54.0 | +7:10.8  | A8          |
| 7       | Tomasz Czopik     | Dariusz Burkat       | Mitsubishi Lancer Evo VI  | 1:32:09.0 | +7:25.8  | N4          |
| 8       | Paweł Dytko       | Tomasz Dytko         | Mitsubishi Lancer Evo V   | 1:32:31.4 | +7:48.2  | N4          |
| 9       | Marcin Turski     | Emil Horniaček       | Mitsubishi Lancer Evo VI  | 1:32:54.3 | +8:11.1  | N4          |
| 10      | Wiesław Stec      | Jakub Mroczkowski    | Mitsubishi Lancer Evo III | 1:34:59.5 | +10:16.3 | N4          |